# آداموسی
اداموسی (به لاتین: Adamusy) در لهستان است که در Gmina Turośl واقع شده‌است.

## خصوصیات
اداموسی ۴۳ نفر جمعیت دارد.